# Platysoma paugami
Platysoma paugami är en skalbaggsart som först beskrevs av Le Guillou 1844.  Platysoma paugami ingår i släktet Platysoma och familjen stumpbaggar.

## Underarter
Arten delas in i följande underarter:
- P. p. paugami
- P. p. abundans